# هاینتس هوپف
هاینتس هوپف (به آلمانی: Heinz Hopf) (زاده ۱۹ نوامبر ۱۸۹۴ در وروتسواف – درگذشته ۳ ژوئن ۱۹۷۱ در زولیکون) ریاضیدان اهل آلمان بود. وی در شمار پیشگامان توپولوژی جبری می‌باشد.

## زندگی و کارنامه

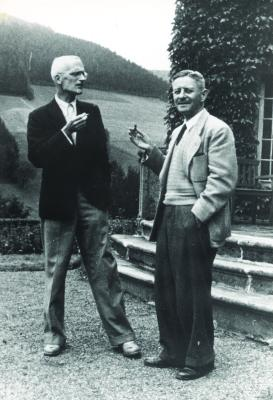
هاینتس هوپف ریاضیدان اهل آلمان

او در دانشگاه فریدریش ویلهلم برِسلاو تحصیلاتش را آغاز کرد و در آنجا استادانی همچون آدولف کنزر، ماکس دن، ارنست اشتاینیتس و ارهارد اشمیت داشت. به دلیل جنگ جهانی یکم در تحصیلاتش وقفه‌ای افتاد و او که خود را داوطلب جنگ کرده بود در همه مدت این جنگ به عنوان سرجوخه در جبهه بود. وی در جنگ زخمی شد و در زمانی که برای بهبودی به زادگاهش وروتسواف (برسلاو) بازگشت توانست در درسهای ارهارد اشمیت شرکت کند و مسائلی که اشمیت در این زمان مطرح کرد او را شیفته خود ساختند و از آن پس در زندگی علمی او تأثیر گذاشتند. پس از جنگ به هایدلبرگ و سپس برلین رفت و در آنجا از استادانی همچون ایسای شور و لودویگ بیبرباخ بهره برد. وی با رساله‌ای دربارهٔ رابطه خمیدگی در هندسه دیفرانسیل و توپولوژی با سرپرستی لودویگ بیبرباخ درجه دکتری ریاضیات را دریافت کرد. در این رساله هوپف خمینه‌های سه بُعدی ریمانی همبند ساده با خمیدگی ثابت را رده‌بندی کرد. وی همچنین با هدایت اشمیت کارهای براوئر و پوانکاره در توپولوژی را پژوهید. از ۱۹۲۵ تا ۱۹۲۶ در گوتینگن بود و در درسهای امی نوتر شرکت می‌کرد و همچنین با توپولوژی دان پاول الکساندروف آشنا شد که تا پایان عمر با هم دوست بودند. این هر دو از امی نوتر آموختند که از دیدگاه نظریه گروه‌ها به هومولوژی بپردازند. وی در رساله‌ای که برای دریافت درجه شایستگی نوشت، رده‌های هموتوپی نگاشتهای خمینههای {\displaystyle n} بعدی به کره ریمان را بررسید و بدینگونه رده نگاشتهای میدان‌های برداری این خمینه‌ها را مورد بررسی قرار داد و قضیه شاخص لفشتس را در این باره به اثبات رساند. هوپف در ۱۹۲۸ همین ایده‌ها را پروراند و توانست اثباتی برای قضیه نقطه ثابت لفشتس ارائه داد که در آن برای نخستین بار گروه‌های همولوژی به کار رفتند. وی همچنین ایده‌هایی را مطرح کرد که برای نخستین بار به مفهوم کوهمولوژی رهنمون شدند. در سالهای ۱۹۲۷/۱۹۲۸ در دانشگاه پرینستون بود و با اسوالد وبلن و جیمز الکساندر و سولومون لفشتس کار کرد. در سال ۱۹۳۱ در انستیتو تکنولوژی فدرال زوریخ به عنوان استاد و جانشین هرمان ویل کاری به دست آورد. در همان سال مفهوم عدد هوپف را تعریف کرد که یک ناوردای توپولوژیک نگاشتهای میان کره‌های از بُعدهای گوناگون است. در سال ۱۹۳۵ به همراه الکساندروف کتاب نامدار «توپولوژی» را نوشت که از نخستین کتبهای درسی در این شاخه است. در ۱۹۳۹ به پژوهش دربارهٔ گروه‌های لی فشرده پرداخت و در این زمینه جبر هوپف را معرفی نمود.

## جایزه هوپف
انستیتو تکنولوژی فدرال زوریخ هر دو سال یک بار جایزه‌ای به نام جایزه هوپف را به افتخار هاینتس هوپف به پژوهش‌های برتر در زمینه ریاضیات محض اهدا می‌کند.